# Chandler Bing
Chandler Muriel Bing (ur. 8 kwietnia 1968) – fikcyjna postać występująca w popularnym na całym świecie sitcomie z USA Przyjaciele (Friends, 1994–2004), grana przez Matthew Perry'ego.
Jest synem powieściopisarki Nory Tyler−Bing (Morgan Fairchild) i transwestyty Charlesa Binga (Kathleen Turner), współlokator Rossa Gellera w czasach studiów. Chandler poznał siostrę Rossa Monikę Geller oraz jej przyjaciółkę Rachel Green podczas obchodów święta dziękczynienia. Chandler później przeprowadził się do mieszkania numer 19, naprzeciwko mieszkania Moniki i Phoebe. Współlokatorem Chandlera został Joey Tribbiani, tworzyli oni wszyscy grupę przyjaciół. Chandler mieszkał z Joeyem do sezonu szóstego, a potem przeprowadził się do Moniki. Poślubił ją na końcu sezonu siódmego.

## Drzewo genealogiczne postaci

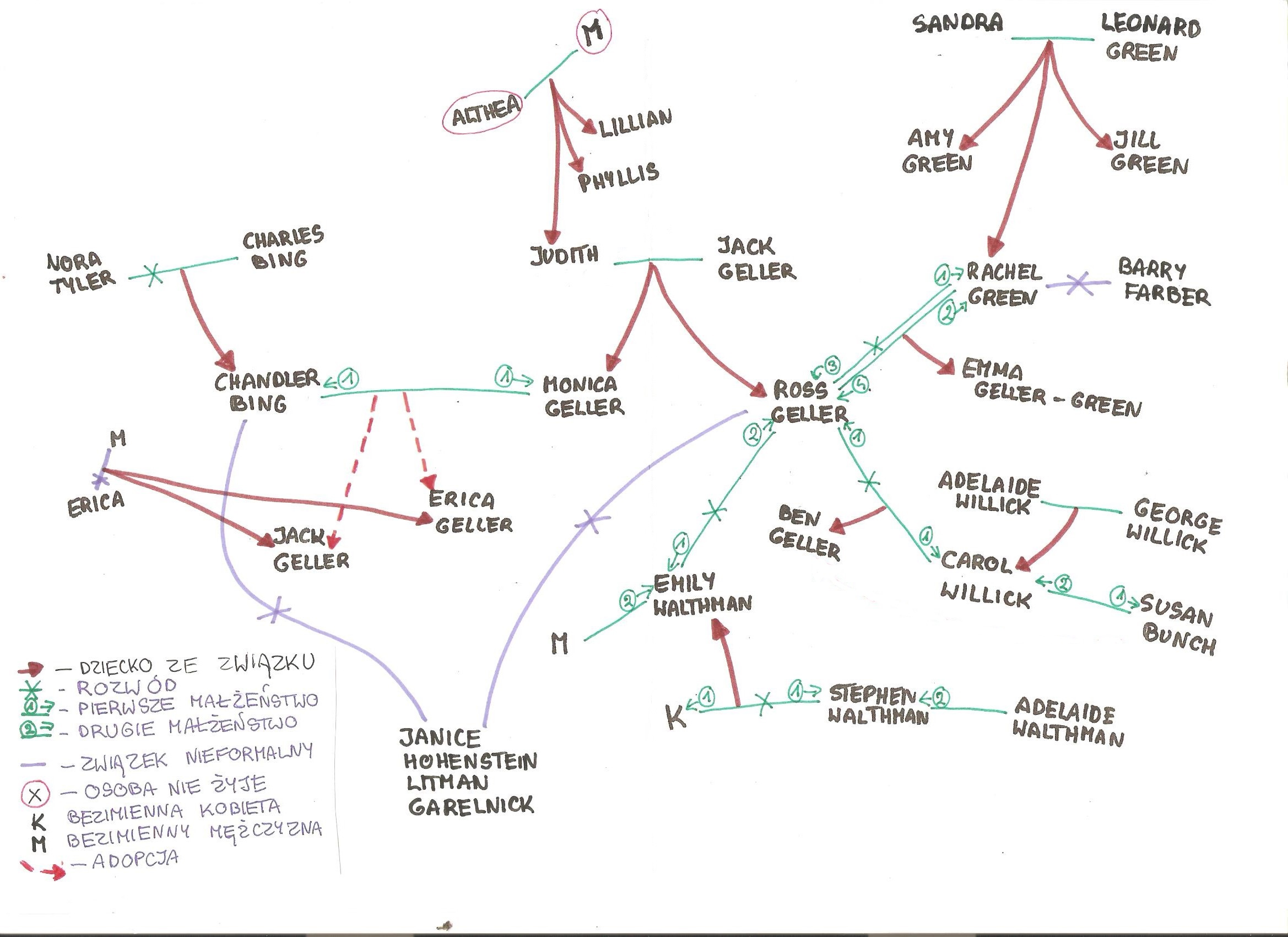
Drzewo genealogiczne Moniki Geller, Rossa Geller, Rachel Green i Chandlera Bing z serialu "Przyjaciele".

## Powiązani
- Charles Bing lub Helena Handbasket (Kathleen Turner) to ojciec Chandlera
- Nora Tyler Bing (Morgan Fairchild) to matka Chandlera.